# Saint-Menges
Saint-Menges is een Franse gemeente in het departement Ardennes in de regio Grand Est en maakt deel uit van het arrondissement Sedan. De gemeente telde 934 inwoners op 1 januari 2022.

## Geschiedenis
Nadat het kanton Sedan-Ouest, waar de gemeente onder viel, op 22 maart 2015 werd opgeheven werden bijna alle gemeenten opgenomen in het nieuwgevormde kanton Sedan-1, alleen Saint-Menges werd opgenomen in het eveneens nieuwgevormde kanton Sedan-2.

## Geografie
De oppervlakte van Saint-Menges bedraagt 12,21 vierkante kilometer; Op 1 januari 2022 was de bevolkingsdichtheid 76,5 inwoners per km².

De onderstaande kaart toont de ligging van Saint-Menges met de belangrijkste infrastructuur en aangrenzende gemeenten.

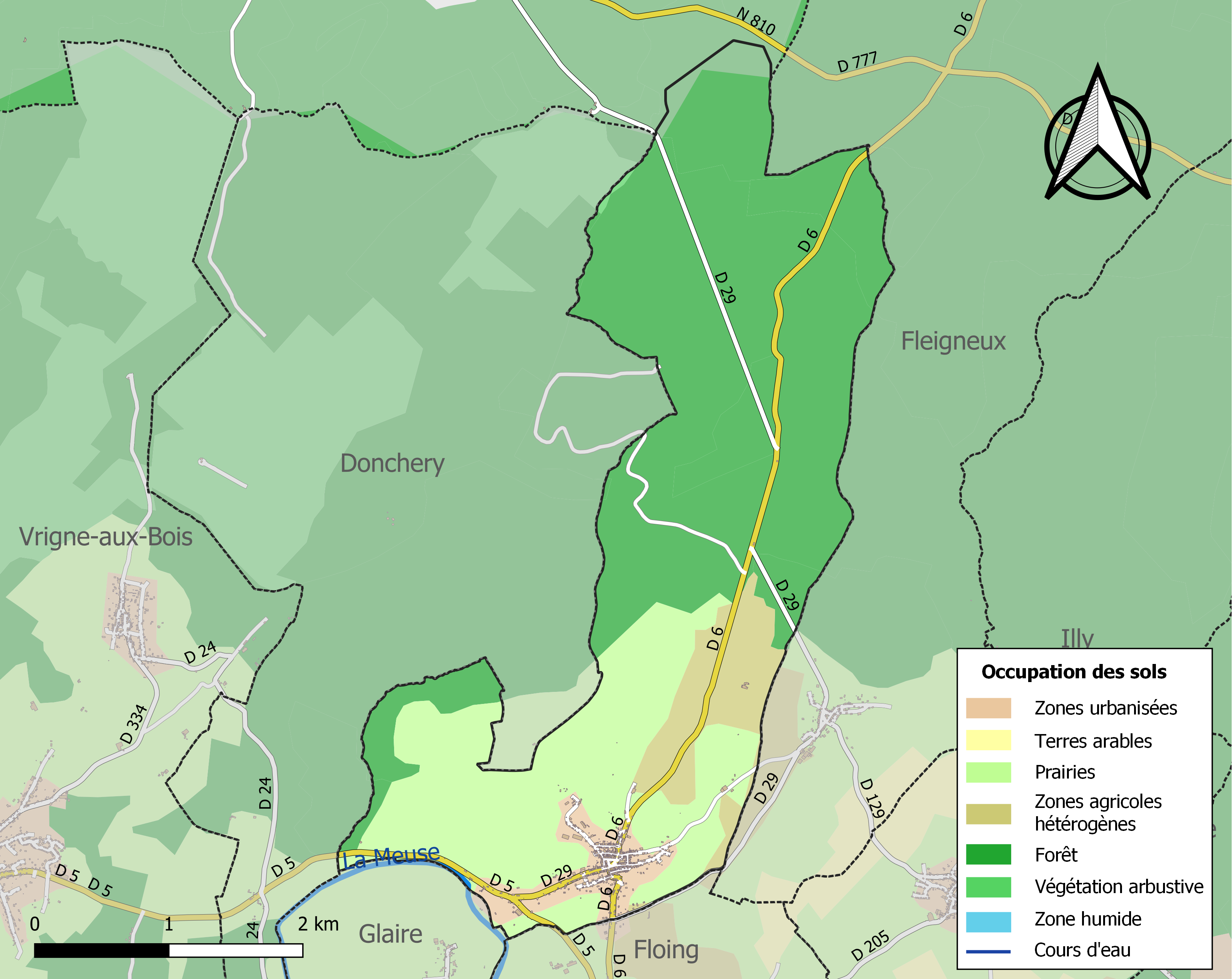

## Demografie
Onderstaande figuur toont het verloop van het inwonertal.
Vanwege een beveiligingsprobleem met de MediaWiki Graph-software is het momenteel niet mogelijk deze grafiek weer te geven. Zodra de software is bijgewerkt zal de grafiek vanzelf weer zichtbaar worden.